# Gerrit Paulus Hekstra
Gerrit Paulus Hekstra (Malang in Nederlands-Indië, 29 december 1933 – Balk in Nederland, Friesland, 21 september 2018) was een Nederlandse bioloog. Hij werd bekend als de soortauteur van twee soorten uilen uit het geslacht Megascops.

## Biografie
Hekstra werd geboren in Malang op Java in Nederlands-Indië. Zijn moeder overleefde de Japanse bezetting niet. Met zijn vader ging hij na de Tweede Wereldoorlog naar Nederland en hij doorliep  in Leeuwarden zijn middelbare schoolopleiding. Daarna studeerde hij  van 1952 tot 1960 biologie aan de Vrije Universiteit Amsterdam. Tussen 1957 en 1963 was hij leraar biologie; hij werd daarna secretaris van de biologische raad van de Koninklijke Nederlandse Akademie van Wetenschappen. In 1973 werd hij beleidsambtenaar op het in 1971 ingestelde Ministerie van Volksgezondheid en Milieuhygiene. Daar hield hij zich bezig met ecologie en toxicologie en langetermijnveranderingen in de biosfeer. Daarnaast deed hij in zijn vrije tijd onderzoek aan de taxonomie van uilen waarbij hij overal ter wereld museumcollecties bestudeerde. Deze studie mondde in 1982 uit in een proefschrift waarin 24 nieuwe ondersoorten uilen werden beschreven. Twee daarvan werden kort daarna beschouwd als aparte soorten: Maria Koepckes schreeuwuil  (Megascops koepckeae genoemd naar Maria Koepcke) en de Chocóschreeuwuil (Megascops centralis).